# Lucasium steindachneri
Lucasium steindachneri — вид геконоподібних ящірок родини диплодактилідів (Diplodactylidae). Ендемік Австралії. Вид названий на честь австралійського герпетолога Франца Штейндахнера.

## Опис
Довжина гекона Lucasium steindachneri (без врахування хвоста) становить 45-59 мм, довжина хвоста становить 70% від довжини решти тіла. Очі великі, округлі, вкриті прозорими лусками, зіниці вертикальні, рухомі повіки відсутні. Від очей до основи хвоста по спині ідуть бліді смуги, на спині три темно-коричневі плями овальної форми, на боках бліді плями. На лапах п'ять пальців з великими округлими пластинками на кінці.

## Поширення і екологія
Lucasium steindachneri мешкають у внутрішніх районах Квінсленду і Нового Південного Уельсу, а також в сусідніх районах Північної Території і Південної Австралії. Вони живуть в різноманітних природних середовищах, зокрема в маллі, саванах та сухих склерофітних лісах, трапляються на пасовищах. Живляться комахами, павуками і скорпіонами, відкладають 1-2 яйця.